# FC Büderich
Der FC Büderich 02 e. V. ist ein Sportverein aus Büderich, einem Stadtteil von Meerbusch. Neben der Fußballabteilung bietet der Verein noch Volleyball, Kinderturnen und Gesundheitssport an.

## Geschichte
Der FC Büderich ist im Jahre 2002 aus der Fusion des BV Büderich mit der Fußballabteilung von TuRa Büderich hervorgegangen. Begründet wurden die fußballerischen Aktivitäten in Büderich 1915 unter dem Vereinsnamen VfR Büderich. 1926 wurde von der Gemeinde Büderich der Sportplatz an der Kanzlei errichtet und dem Verein übergeben. Am 30. Mai 1946 fusionierte der VfR Büderich mit dem Turnverein Büderich zum Sportverein TuRa Büderich 09/15 e. V. Erster Trainer des Vereins nach dem Zweiten Weltkrieg war der Nationalspieler Paul Janes (Fortuna Düsseldorf). Von 1956 bis 1965 gehörte der Verein zur Spitzengruppe in der 1. Kreisklasse im Kreis Düsseldorf. 1965 gelang der Aufstieg in die Bezirksklasse. Im gleichen Jahr wurde das Stadion an Eisenbrand zur neuen sportlichen Heimat des Clubs. 1967 wurde der Aufstieg in die Landesliga erreicht. Nur ein Jahr später gelang der erneute Aufstieg in die Verbandsliga Niederrhein, die höchste deutsche Amateurspielklasse.
In der drittklassigen Verbandsliga etablierte sich TuRa in den folgenden Jahren und konkurrierte mit bekannten Vereinen und ehemaligen Zweitligisten wie Bayer 05 Uerdingen, Eintracht Duisburg, VfB Bottrop, Sterkrade 06/07 und Rheydter SV. Die besten Platzierungen erreichte der Verein in den Jahren 1971 und 1972 jeweils mit dem 3. Tabellenplatz. In diesen Jahren feierte TuRa Büderich auch wiederholt Pokalerfolge und drang in die Hauptrunden des Westdeutschen Pokals vor. 1968 scheiterte Büderich in der 1. Runde am Zweitligisten VfR Neuss (0:6), 1970 an Fortuna Düsseldorf (0:3) und 1971 folgte nach einem 4:2 über den 1. FC Mülheim das Zweitrunden-Aus gegen Schwarz-Weiß Essen (0:1). Letztmals war TuRa 1972/73 im Westdeutschen Pokal vertreten, in der 1. Hauptrunde gewann der Klub 4:2 gegen TuS Grevenbroich und verlor in der folgenden Runde gegen Bayer 05 Uerdingen mit 1:4. Im Jahre 1973 begann schließlich der sportliche Abstieg, die Verbandsliga konnte nicht gehalten werden und drei Jahre später verabschiedete sich TuRa Büderich auch aus der Landesliga.
Im Mai 1983 wurde der BV Büderich (BVB) von zehn aktiven Spielern gegründet. Von 1983 bis 2001 schaffte der BVB eine Konkurrenzsituation im Ort Büderich und war dabei erfolgreicher als der Ortsrivale TuRa Büderich. Während TuRa Abstiege bis in die Kreisliga B hinnehmen musste, stieg der BV Büderich bis in die Bezirksliga des Fußballverbandes Niederrhein auf. 2001 begannen zum wiederholten Male Fusionsgespräche, die im Februar 2002 die erfolgreiche Zusammenführung im FC Büderich 02 ermöglichten. Die Vereinsfarben wurden mit blau-schwarz-weiß festgelegt.

## Stadion
Der FC Büderich spielt im Sportzentrum am Eisenbrand in Meerbusch-Büderich. Das Stadion im Sportzentrum bietet eine überdachte Sitzplatztribüne für 1000 Zuschauer. Insgesamt beträgt die Kapazität heute 5000 Zuschauer. Der Zuschauerrekord des Stadions stammt aus den 1970er Jahren, als bei einem Gastspiel von Ajax Amsterdam knapp 10.000 Besucher die Arena füllten.
In jüngerer Zeit konnten bei Gastspielen von Fortuna Düsseldorf (2005) und der deutschen U-16-Nationalmannschaft (2007 gegen Dänemark) jeweils ca. 2000 Zuschauer gezählt werden. 2009 war erneut der Deutsche Fußball-Bund mit den U-19-Junioren im Spiel gegen Belgien zu Gast. 2011 war das Sportzentrum offizieller Trainingsstandort zur Frauen-Fußball-WM. Neben der deutschen Nationalmannschaft gastierten auch die Mannschaften aus England, Frankreich und Brasilien in Meerbusch-Büderich. Bei einem offiziellen Training der deutschen Frauennationalmannschaft wurden 2200 Zuschauer gezählt.

## Spielklassen der Senioren
- VfR Büderich:
  - 1915–1922 Kreisliga
  - 1923–1940 Bezirksliga
- TuRa Büderich:
  - 1946–1965 Kreisliga
  - 1965–1967 Bezirksliga
  - 1967–1968 Landesliga Niederrhein
  - 1968–1973 Verbandsliga Niederrhein
  - 1973–1976 Landesliga Niederrhein
  - 1976–2001 Abstiege bis in die Kreisliga B
- BV Büderich:
  - 1983–1987: Kreisliga C
  - 1988–1990: Kreisliga B
  - 1990–1993: Kreisliga A
  - 1994–1998: Bezirksliga
  - 1998–2001: Kreisliga A
- FC Büderich 02:
  - 2002–2005: Kreisliga A
  - 2005–2007: Bezirksliga
  - 2007–2008: Landesliga
  - 2008–2010: Bezirksliga
  - 2010–2011: Kreisliga A
  - 2011–2015: Bezirksliga
  - 2015–2016: Kreisliga A
  - 2016–2022: Bezirksliga
  - 2022–2023: Landesliga
  - seit 2023: Oberliga

## Persönlichkeiten
- Tura Büderich, 1960er und 70er Jahre:
  - Willi Hetfeld, Bundesligaspieler
  - Werner Jestremski, Bundesligaspieler
  - Wolfgang Kaniber, Profi in Frankreich
- BV Büderich, 1990er Jahre:
  - Sami Allagui, tunesischer Nationalspieler und Bundesligaspieler
- FC Büderich
  - Lisa Eichholz, Bundesligaspielerin
  - Philip Heise, Bundesligaspieler